# Luis Eduardo González (astrónomo)
Luis Eduardo González Muñoz (San Fernando, 6 de enero de 1949), es un astrónomo chileno.

## Vida
Estudió en el  Liceo Neandro Schilling San Fernando El Minor Planet Center le acredita el descubrimiento de dos asteroides, efectuados en 1981 y en 1982.
También ha descubierto el cometa no periódico C/1981 M1 (Gonzalez).
| (3495) Colchagua | 2 de julio de 1981  |
| (3691) Bede      | 29 de marzo de 1982 |